# Совичиле
Совичѝле (на италиански: Sovicille) е градче и община в централна Италия, провинция Сиена, регион Тоскана. Разположено е на 265 m надморска височина. Населението на общината е 9925 души (към 2010 г.).